# Saison 1971-1972 du Stade quimpérois
Maillots
Chronologie
Saison précédente Saison suivante
La saison 1971-1972 du Stade quimpérois débute le 22 août 1971 avec la première journée du Championnat de France de Division 2 (Groupe B), pour se terminer le 21 mai 1972 avec la dernière journée de cette compétition.
Le Stade quimpérois est également engagé en Coupe de France où il atteint le 6e tour (éliminé par le SO Châtellerault).

## Résumé

### En championnat
Après une 11e place obtenue la saison passée dans la poule Centre, le club participe à sa seconde saison en National. Le club voit Edmond Le Maître, entraineur depuis 1959 quitter le club et être remplacé par Marcel Mao.
Le début de saison est excellent avec deux victoires en trois matchs et une troisième place du groupe B. Cependant, l'euphorie va être de courte durée puisque les quimpérois s'inclinent au Mans, six buts à deux et dès lors vont enchaîner cinq matchs sans victoires (1 match nul et 4 défaites). Ils retrouvent la victoire à l'extérieur face à l'ES La Rochelle. Cela permet aux quimpérois de sortir de la zone de relégation. Bien que ce début de saison soit plutôt mauvais, le public reste fidèle puisque 3 000 spectateurs se rendent à chaque rencontre, un chiffre qui peut monter jusqu'à 6 000 spectateurs lors des derbys face au Stade brestois et au FC Lorient (5 407 face au FC Lorient, 5 895 face au Stade brestois). Cependant, cette victoire restera sans suite puisque les quimpérois s'enlisent dans les bas-fonds du classement, en cause cinq défaites de rang. Le Stade de Penvillers se vide peu à peu, à peine 1 000 spectateurs lors de la victoire du Stade Q face au Mans. Le club, dernier de son groupe remporte successivement deux matchs et tient tête au premier du groupe, Valenciennes dans un match sans but. La suite sera catastrophique avec 6 défaites successives et malgré un rebond avec 2 victoires à Lorient et Poitiers, cela ne sauvera pas le Stade quimpérois qui termine sa saison avec 20 points, termine dernier du groupe B et par conséquent est relégué en Division 3.

### En Coupe de France
Le parcours du club en Coupe de France sera très bref puisqu'après s'être imposé au cinquième tour, ils sont battus dès le sixième tour par le SO Châtellerault, club de Division 3, trois buts à deux.

## Effectif
L'effectif du club, cette saison :
| Poste | Nat. | Nom                  | Naissance        | Sélection | Championnat | Championnat | Coupe France | Coupe France | Total Saison | Total Saison |
| Poste | Nat. | Nom                  | Naissance        | Sélection | M           | But inscrit | M            | But inscrit  | M            | But inscrit  |
| ----- | ---- | -------------------- | ---------------- | --------- | ----------- | ----------- | ------------ | ------------ | ------------ | ------------ |
| G     | FRA  | Gilbert Robin        | 2 août 1942      | -         | 28          | 0           | 0            | 0            | 28           | 0            |
| G     | FRA  | Jean-Yves Larzul     | 12 avril 1951    | -         | 0           | 0           | 0            | 0            | 0            | 0            |
| G     | FRA  | Le Loup              | Date inconnue    | -         | 2           | 0           | 0            | 0            | 2            | 0            |
| D     | FRA  | Felix Suray          | 27 mars 1937     | -         | 20          | 0           | 0            | 0            | 20           | 0            |
| D     | FRA  | Gérard Thomas        | 10 mai 1949      | -         | 1           | 0           | 0            | 0            | 1            | 0            |
| D     | FRA  | Robert Bechennec     | 31 août 1948     | -         | 24          | 1           | 0            | 0            | 24           | 1            |
| D     | FRA  | André Le Borgne      | 4 mai 1949       | -         | 8           | 0           | 0            | 0            | 8            | 0            |
| D     | FRA  | Jean-Claude Hemery   | 31 mai 1942      | -         | 29          | 0           | 0            | 0            | 29           | 0            |
| D     | FRA  | Jean-Claude Le Berre | 31 octobre 1945  | -         | 28          | 0           | 0            | 0            | 28           | 0            |
| D     | FRA  | Jean-Pierre Hémon    | 19 mars 1947     | -         | 0           | 0           | 0            | 0            | 0            | 0            |
| D     | FRA  | André Quentel        | 24 avril 1948    | -         | 8           | 1           | 0            | 0            | 8            | 1            |
| D     | FRA  | André Deniel         | Date inconnue    | -         | 3           | 0           | 0            | 0            | 3            | 0            |
| M     | FRA  | Charles Le Brun      | Date inconnue    | -         | 2           | 0           | 0            | 0            | 2            | 0            |
| M     | FRA  | Roger Pohon          | 21 mai 1940      | -         | 29          | 3           | 0            | 0            | 29           | 3            |
| M     | FRA  | Maurice Dorval       | 18 octobre 1950  | -         | 20          | 3           | 0            | 0            | 20           | 3            |
| M     | FRA  | Jean-Yves Morvan     | 15 juillet 1946  | -         | 14          | 0           | 0            | 0            | 14           | 0            |
| M     | FRA  | Yves Daniel          | 28 janvier 1943  | -         | 15          | 0           | 0            | 0            | 15           | 0            |
| M     | FRA  | René Pann            | 18 janvier 1939  | -         | 17          | 0           | 0            | 0            | 17           | 0            |
| M     | FRA  | Jean-Pierre Larnicol | 22 juin 1942     | -         | 13          | 2           | 0            | 0            | 13           | 2            |
| M     | FRA  | Jean-Paul Thomas     | 31 août 1953     | -         | 1           | 0           | 0            | 0            | 1            | 0            |
| A     | FRA  | Marcel Mao           | 1er janvier 1937 | -         | 17          | 0           | 0            | 0            | 17           | 0            |
| A     | FRA  | Pascal Guézennec     | Date Inconnue    | -         | 2           | 1           | 0            | 0            | 2            | 1            |
| A     | FRA  | Jean Le Ster         | Date Inconnue    | -         | 2           | 0           | 0            | 0            | 2            | 0            |
| A     | FRA  | Raymond Rannou       | 5 octobre 1947   | -         | 23          | 1           | 0            | 0            | 23           | 1            |
| A     | FRA  | Loïc Delabarre       | 13 février 1943  | -         | 27          | 9           | 0            | 0            | 27           | 9            |

## Rencontres

### Liste
Voici la liste des rencontres disputées par le Stade quimpérois durant la saison 1971/1972,, :
| Match | Date         | Compétition     | Tour    | Adversaire      | Lieu ¹ | Score | Affluence |
| ----- | ------------ | --------------- | ------- | --------------- | ------ | ----- | --------- |
| 1     | 22 août      | National        | 1       | Montluçon       | D      | 2-0   | 3 041     |
| 2     | 29 août      | National        | 2       | Laval           | E      | 0-0   | 3 041     |
| 3     | 4 septembre  | National        | 3       | Blois           | D      | 1-0   | 3 399     |
| 4     | 12 septembre | National        | 4       | Le Mans         | E      | 2-6   | 3 894     |
| 5     | 19 septembre | National        | 5       | Mantes          | D      | 2-2   | 3 061     |
| 6     | 26 septembre | National        | 6       | Valenciennes    | E      | 1-3   | 3 676     |
| 7     | 3 octobre    | National        | 7       | Lorient         | D      | 2-3   | 5 407     |
| 8     | 17 octobre   | National        | 8       | Paris-Joinville | E      | 0-2   | 325       |
| 9     | 23 octobre   | National        | 9       | Fontainebleau   | D      | 0-4   | 2 755     |
| 10    | 31 octobre   | National        | 10      | La Rochelle     | E      | 1-0   | 2 511     |
| 11    | 7 novembre   | National        | 11      | Brest           | D      | 1-1   | 5 895     |
| 12    | 14 novembre  | National        | 12      | Limoges         | E      | 1-1   | 2 571     |
| 13    | 20 novembre  | National        | 13      | Châteauroux     | D      | 0-1   | 1 217     |
| 14    | 12 décembre  | National        | 14      | Poitiers        | D      | 0-1   | 1 336     |
| 15    | 19 décembre  | Coupe de France | 6e tour | Châtellerault   | E      | 2-3   | -         |
| 16    | 9 janvier    | National        | 15      | Bourges         | E      | 0-2   | 2 373     |
| 17    | 16 janvier   | National        | 16      | Laval           | D      | 0-1   | 1 415     |
| 18    | 30 janvier   | National        | 17      | Blois           | E      | 0-1   | 1 615     |
| 19    | 6 février    | National        | 18      | Le Mans         | D      | 3-2   | 1 044     |
| 20    | 13 février   | National        | 19      | Mantes          | E      | 2-1   | 1 131     |
| 21    | 27 février   | National        | 20      | Valenciennes    | D      | 0-0   | 4 259     |
| 22    | 19 mars      | National        | 22      | Paris-Joinville | D      | 0-2   | 3 003     |
| 23    | 26 mars      | National        | 23      | Fontainebleau   | E      | 2-4   | 823       |
| 24    | 2 avril      | National        | 24      | La Rochelle     | D      | 0-1   | 1 838     |
| 25    | 9 avril      | National        | 25      | Brest           | E      | 0-2   | 4 036     |
| 26    | 16 avril     | National        | 26      | Limoges         | D      | 0-1   | 1 574     |
| 27    | 23 avril     | National        | 27      | Châteauroux     | E      | 0-2   | 2 019     |
| 28    | 7 mai        | National        | 28      | Poitiers        | E      | 1-0   | 1 766     |
| 29    | 12 mai       | National        | 21      | Lorient         | D      | 2-1   | 3 376     |
| 30    | 14 mai       | National        | 29      | Bourges         | D      | 0-1   | 571       |
| 31    | 21 mai       | National        | 30      | Montluçon       | E      | 1-1   | 1 771     |

- 1 N : terrain neutre ; D : à domicile ; E : à l'extérieur ; drapeau : pays du lieu du match international
- 2 match contre Lorient (21e journée) joué avant le match contre Bourges (29e journée)

### Affluence
L'affluence à domicile du Stade quimpérois atteint un total,,, :
- de 39 815 spectateurs en 15 rencontres de Division 2, soit une moyenne de 2 654/match.

Affluence du Stade Quimpérois à domicile

## Bilan des compétitions
| Compétition     | Vainqueur final        | Débute au tour | Place ou tour final | Première rencontre | Dernière rencontre | Nombre |
| --------------- | ---------------------- | -------------- | ------------------- | ------------------ | ------------------ | ------ |
| National        | US Valenciennes-Anzin  | 1re journée    | 16e du Groupe B     | 18 août 1971       | 4 mai 1972         | 30     |
| Coupe de France | Olympique de Marseille | 5e tour        | 6e tour             | 28 novembre 1971   | 19 décembre 1971   | 2      |

### National - Groupe B

#### Classement
| Rang | Équipe          | Pts | J  | G | N  | P  | Bp | Bc | Diff |
| ---- | --------------- | --- | -- | - | -- | -- | -- | -- | ---- |
| 13   | Fontainebleau   | 24  | 30 | 9 | 6  | 15 | 31 | 44 | -13  |
| 14   | La Rochelle     | 23  | 30 | 7 | 9  | 14 | 36 | 48 | -12  |
| 15   | Paris-Joinville | 22  | 30 | 6 | 10 | 14 | 27 | 42 | -15  |
| 16   | Quimper         | 20  | 30 | 7 | 6  | 17 | 24 | 46 | -22  |

#### Résultats
| Total  | Total  | Total | Total | Total | Total | Total | Total | Domicile | Domicile | Domicile | Domicile | Domicile | Domicile | Extérieur | Extérieur | Extérieur | Extérieur | Extérieur | Extérieur |
| Matchs | Points | V     | N     | D     | BP    | BC    | Diff. | V        | N        | D        | BP       | BC       | Diff.    | V         | N         | D         | BP        | BC        | Diff.     |
| ------ | ------ | ----- | ----- | ----- | ----- | ----- | ----- | -------- | -------- | -------- | -------- | -------- | -------- | --------- | --------- | --------- | --------- | --------- | --------- |
| 30     | 20     | 7     | 6     | 17    | 24    | 46    | -22   | 3        | 3        | 9        | 11       | 20       | -9       | 4         | 3         | 8         | 13        | 26        | -13       |

#### Résultats par journée
| Journée   | 01 | 02 | 03 | 04 | 05 | 06 | 07 | 08 | 09 | 10 | 11 | 12 | 13 | 14 | 15 | 16 | 17 | 18 | 19 | 20 | 21 | 22 | 23 | 24 | 25 | 26 | 27 | 28 | 29 | 30 |
| --------- | -- | -- | -- | -- | -- | -- | -- | -- | -- | -- | -- | -- | -- | -- | -- | -- | -- | -- | -- | -- | -- | -- | -- | -- | -- | -- | -- | -- | -- | -- |
| Terrain   | D  | E  | D  | E  | D  | E  | D  | E  | D  | E  | D  | E  | D  | D  | E  | D  | E  | D  | E  | D  | E  | D  | E  | D  | E  | D  | E  | E  | D  | E  |
| Résultats | V  | N  | V  | D  | N  | D  | D  | D  | D  | V  | N  | N  | D  | D  | D  | D  | D  | V  | V  | N  | V  | D  | D  | D  | D  | D  | D  | V  | D  | N  |
| Points    | 2  | 3  | 5  | 5  | 6  | 6  | 6  | 6  | 6  | 8  | 9  | 10 | 10 | 10 | 10 | 10 | 10 | 12 | 14 | 15 | 17 | 17 | 17 | 17 | 17 | 17 | 17 | 19 | 19 | 20 |
| Place     | 4  | 4  | 3  | 7  | 5  | 8  | 12 | 13 | 15 | 13 | 11 | 12 | 12 | 14 | 15 | 16 | 16 | 15 | 14 | 14 | 14 | 14 | 15 | 16 | 16 | 16 | 16 | 16 | 16 | 16 |

Source : Liste des rencontres

Terrain : D = Domicile ; E = Extérieur. Résultat: D = Défaite ; N = Nul ; V = Victoire.